# Jurij Oganessian
Jurij Tsolakovitj Oganessian (ryska: Юрий Цолакович Оганесян, armeniska: Յուրի Հովհաննիսյան), född 14 april 1933 i Rostov-na-Donu, Ryska SFSR, Sovjetunionen, är en rysk professor och fysiker av armeniskt ursprung.

## Vetenskaplig gärning
Oganessian är vetenskaplig chef för Flerovlaboratoriet för kärnforskning vid JINR i Dubna utanför Moskva, vars forskargrupp 2006 upptäckte grundämnet med atomnummer 118 som av IUPAC 8 juni 2016 föreslogs få namnet oganesson (Og). Oganessian blev den andra personen efter Glenn T. Seaborg (seaborgium), som fått ett grundämne uppkallat efter sig medan han fortfarande var i livet. Victor Ninov avskedades 2003 från det amerikanska Lawrence Berkeley-laboratoriet i Kalifornien för att ha hävdat upptäckten av 118 på falska premisser.
Oganessian tillskrivs även upptäckten av seaborgium (atomnummer 106) 1974 och bohrium (atomnummer 107) 1976.

## Utmärkelser i urval
- Arbetets Röda Fanas orden
- Sovjetunionens statliga pris
- Humboldtpriset
- Fäderneslandets förtjänstorden

### Hedersdoktor
- Johann Wolfgang Goethe-Universität Frankfurt am Main, 2002.
- Università degli Studi di Messina, 2002.